# Май Шевалль
Май Ше́валль, (швед. Maj Sjöwall; 25 вересня 1935, Стокгольм, Швеція — 29 квітня 2020, Ландскруна) — шведська письменниця, журналістка і перекладачка.

## Біографія
Народилася в сім'ї Віллі та Марґіт Шеваллів. Май вивчала графіку та журналістику, була репортером і художнім редактором у кількох газетах та журналах. З 1954-го по 1959 р. працювала у видавництві О́лена і Окерлунда, з 1959-го по 1961 р. — у видавництві Вальстрема і Відстранда, а з 1961-го по 1963-й — в поліграфічному концерні «Ессельте».
1961-го року Май Шевалль познайомилася з Пером Вальо, таким самим завзятим марксистом, як і вона сама, а наступного року вийшла за нього заміж. Після народження двох синів (Тетса і Єнса) почали писати разом. Робили це, «вклавши дітей спати». Крім того, редагували літературний журнал «Періпео». Від 1963 р. аж до смерти чоловіка в 1975 році вони удвох створили цикл із десяти детективних романів, переважно з життя поліції, в яких головним героєм виступав Мартін Бек, стокгольмський офіцер відділу вбивств. Автори висловлювали свої ліві політичні погляди, критикуючи шведську соціал-демократичну модель держави та суспільства. Книжки мали успіх, їх переклали багатьма мовами, екранізували для кіно та телебачення й озвучили як радіоспектаклі. У 1971 році Шведська академія письменників детективного жанру зробила честь подружжю, заснувавши літературну премію імені Мартіна Бека.
Овдовівши, Май Шевалль написала ще кілька детективів — загалом невдалих. Згодом спільно з голландцем Томасом Моссом вона видала роман «Жінка, схожа на Ґрету Ґарбо», а з німцем Юрґеном Альбертсом стала співавторкою двох творів його рідною мовою — «Гороховий суп спалахує» та «Останній курець». Упродовж багатьох років Май Шевалль здебільшого перекладала шведською мовою детективи зарубіжних письменників.
У кіносеріалі про Мартіна Бека Май Шевалль залучали до виконання епізодичних, так званих камеоролей. У фільмі «Стокгольмський марафон» вона стріляла з пістолета на старті бігунів, а в «Людині на балконі» зіграла роль учительки.

## Переклади
- Gordon Parks: «Kunskapens träd» (The learning tree) (разом із Пером Вальо) (Lindqvist, 1965)
- Noel Behn: «Brevet till Kreml» (The Kremlin letter) (разом із Пером Вальо) (Norstedt, 1967)
- Ed McBain: «Hämnden» (Killer's payoff) (разом із Пером Вальо) (PAN/Norstedt, 1968)
- Poul Ørum: «Bara sanningen» (Kun sandheden) (Gidlund, 1976)
- Harry Mark Petrakis: «Hämndens dagar» (Days of vengeance) (Bra böcker, 1985)
- T. Jefferson Parker: «Lögnare skall brinna» (Laguna heat) (разом із Оке Шеваллем) (Norstedt, 1987)
- Robert B. Parker: «Kidnapparna» (God save the child) (разом із Оке Шеваллем) (Hammarström & Åberg, 1988)
- Anne Holt: «Saliga äro de som törsta …» (Salige er de som tørster) (Norstedt, 1995)
- Olav Hergel: «Flyktingen» (Flygtningen) (Piratförlaget, 2006)
- Gretelise Holm: «Ministermordet» (Nedtælling til mord) (Piratförlaget, 2008)
- Anne Holt: «Frukta inte» (Pengemannen) (разом із Марґаретою Єрнебранд) (Piratförlaget, 2010)

## Українські переклади
- «Вбивство на 31-му поверсі». Переклад Ольги Сенюк [Архівовано 11 липня 2020 у Wayback Machine.]
- «Замкнена кімната». Переклад Ольги Сенюк
- «Гіркий сміх» (Den skrattande polisen). — К.: Молодь, 1976. Переклад Ольги Сенюк

## Екранізовані твори
- DEN SKRATTANDE POLISEN — The Laughing Policeman, 1973, режисер Стюарт Розенберґ (Stuart Rosenberg)
- DEN VEDERVÄRDIGE MANNEN FRÅN SÄFFLE — The Abominable Man, 1976, режисер Бу Відерберг (Bo Widerberg)
- MANNEN SOM GICK UPP I RÖK — The Man Who Went Up in Smoke, 1980, режисер Петер Бачо (Péter Bacsó)
- ROSEANNA — Roseanna, 1993, режисер Данієль Альфредсон (Daniel Alfredson)
- MANNEN PÅ BALKONGEN — The Man on the Balcony, 1993, режисер Данієль Альфредсон (Daniel Alfredson)
- BRANDBILEN SOM FÖRSVANN — The Fire Engine That Disappeared, 1993, режисер Гайо Ґіс (Hajo Gies)
- POLIS, POLIS, POTATISMOS! — Murder at the Savoy, 1993, режисер Пелле Берглунд (Pelle Berglund)
- DET SLUTNA RUMMET — The Locked Room, 1993, режисер Якоб Бейл (Jacob Bijl)
- POLISMÖRDAREN — Cop Killer, 1994, режисер Пітер Кеґлевіц (Peter Keglevic)
- TERRORISTERNA — Stockholm Marathon, 1994, режисер Пітер Кеґлевіц (Peter Keglevic)

Серіал «Beck»
- Lockpojken — «Хлопчик-приманка» (27 червня 1997)
- Spår i mörker — «Слід у пітьмі» (31 жовтня 1997)
- Mannen med ikonerna — «Чоловік з іконами» (17 грудня 1997)
- Vita nätter — «Білі ночі» (27 лютого 1998)
- Öga för öga — «Око за око» (27 березня 1998)
- Pensionat Pärlan — "Пенсіонат «Перлина» (8 квітня 1998)
- Monstret — «Чудовисько» (20 травня 1998)
- Moneyman — «Товстосум» (3 червня 1998)
- Hämndens pris — «Ціна помсти» (27 червня 2001)
- Mannen utan ansikte — «Людина без обличчя» (7 листопада 2001)
- Kartellen — «Блок» (12 грудня 2001)
- Sista vittnet — «Останній свідок» (4 січня 2002)
- Enslingen — «Відлюдько» (16 січня 2002)
- Okänd avsändare — «Невідомий адресант» (13 лютого 2002)
- Annonsmannen — «Оповісник» (20 березня 2002)
- Pojken i glaskulan — «Хлопчина у скляній кулі» (10 квітня 2002)
- Skarpt läge — «Сутуга» (28 червня 2006)
- Flickan i jordkällaren — «Дівчина в погребі» (12 листопада 2006)
- Gamen — «Гриф» (19 листопада 2006)
- Advokaten — «Адвокат» (26 листопада 2006)
- Den svaga länken — «Слабка ланка» (23 березня 2007)
- Den japanska shungamålningen — «Японське співоче мальовидло» (6 червня 2007)
- Det tysta skriket — «Мовчазний крик» (19 вересня 2007)
- I Guds namn — «Во ім'я Бога» (10 жовтня 2007)
- I stormens öga — «Посеред бурі» (26 серпня 2009)
- Levande begravd — «Живцем похований» (27 грудня 2009)

## Нагороди й відзнаки
- Премія Едгара Алана По від Товариства письменників детективного жанру Америки — 1971 рік (за «Поліцая-реготуна»)
- Велика жовта премія міста Каттоліка (італійська) — 1973 (за «Поліцая-реготуна»)
- У 1987 році роман «Розанна» ввели у список «100 найкращих книжок кримінального і детективного жанру» («100 Best Crime & Mystery Books») Генрі Кітінга
- У 1995 році «Поліцай-реготун» посів друге місце в категорії «романів, у яких реалістично зображено роботу поліції» із списку «100 найкращих романів кримінального жанру» Товариства письменників детективного жанру Америки (Mystery Writers of America)
- Норвезька літературна премія «Золотий револьвер» — 2006
- У 2008 році редакція газеты «TimesOnLine» поставила Май Шевалль і Пера Валее на 15-те місце в переліку найвидатніших письменників-детективів усіх часів, назвавши цю подружню пару «матір'ю й батьком північного кримінального роману»
- Премія Пепе Карвальйо — 2013 рік[9]
- Велика премія Яна Мюрдаля — 2013